# 김성순
김성순(金聖順, 1940년 9월 28일~)은 대한민국의 정치인이다. 송파구청장, 제16·18대 국회의원을 역임했다.

## 학력
성동중학교, 성동고등학교를 졸업하고 단국대학교 정치외교학과 학사와 중앙대학교 행정대학원 행정학 석사, 한양대학교 대학원 행정학 박사학위를 받았다.

## 활동
1966년에 행정고등고시에 합격하여 공무원 생활을 시작하였으며, 중구청장 1번, 송파구청장을 4번 (관선 2회, 민선 2회) 역임하였다. 송파구 을에서 제16대 국회의원에 당선되었으며, 17대에서는 낙선하였지만, 2008년 제18대 국회의원 선거에서 통합민주당 소속으로 송파구 병에서 한나라당 이계경 후보를 누르고 당선되었다. <김성순 4만584표(47.0%), 이계경 3만8342표(44.4%)>

## 환경인상 수상
김성순 국회의원(민주당·송파병)이 환경전문기자회 선정 ‘2010년 올해의 환경인상’ 수상의 영예를 안았다. 환경전문 신문·잡지·방송 기자들의 모임인 환경전문기자회는 ‘2010년 올해의 환경인’으로 김성순 위원장을 선정, 12월 29일 국회에서 시상식을 갖고 선정패가 수여됐다.

## 역대 선거 결과
|  | 52.17% |

|  | 55.08% |

|  | 48.40% |

|  | 25.14% |

|  | 46.96% |

## 같이 보기
- 송파구 을
- 송파구 병
- 서울 송파구의 국회의원
- 서울 중구청장
- 송파구청장